# Elena Lizzi
Elena Lizzi, né le 30 octobre 1967 à San Daniele del Friuli, est une femme politique. Elle est députée européenne depuis 2019.

## Biographie
Elle est assesseure pour la culture et l'identité, l'éducation, l'égalité des chances de la province d'Udine (de 2008 à 2013). Elle est également adjointe au maire de la commune de Buja. Depuis 2017, elle est assesseure pour l'environnement, les activités de production, les projets communautaires et le tourisme, toujours pour la municipalité de Buja.
Elle est élue députée européenne le 26 mai 2019.